# 全国宅地建物取引業協会連合会
公益社団法人全国宅地建物取引業協会連合会（ぜんこくたくちたてものとりひきぎょうきょうかいれんごうかい、略称・全宅連）は、不動産の業界団体。各都道府県の宅地建物取引業協会（宅建協会）で構成。2羽の鳩をモチーフにした「ハトマーク」をトレードマークとしている。
宅建協会と本連合会は宅地建物取引業法第74条に規定がある。また名称については同法第75条に使用規制がある。

## 概要
- 本部 - 101-0032　東京都千代田区岩本町2丁目6-3 全宅連会館
- 活動内容 - 不動産業界の適正な運営の確保を図るため会員の指導・連絡、業務支援制度、広報活動、教育研修事業、物件検索サイトの運営など。
- 会員 - 都道府県宅建協会47団体。なお、各宅建協会に所属する不動産業者は合計約11万社で、全不動産業者の85%に及ぶ。
- 関連企業・団体
  - 公益社団法人全国宅地建物取引業保証協会（略称・全宅保証。手付金等の保証業務などを行う）
  - 賃貸不動産管理業協会（全宅連が母体となり、2001年に設立）
  - 全国宅地建物取引業厚生年金基金（全宅連が母体となり、1993年に設立）
  - 全宅住宅ローン株式会社（全宅連が母体となり、2004年に設立）

## CMイメージキャラクター
- 大澤亜季子（2010年4月から2年間はWOWOW専属契約アナだったが、この期間もCM・ポスターに登場している）